# 5.ª etapa del Tour de Francia 2019
La 5.ª etapa del Tour de Francia 2019 tuvo lugar el 10 de julio de 2019 entre Saint-Dié-des-Vosges y Colmar sobre un recorrido de 169 km y fue ganada al sprint por el eslovaco Peter Sagan del Bora-Hansgrohe. El francés Julian Alaphilippe mantuvo el maillot jaune una jornada más.

## Clasificación de la etapa
| \| Clasificación de la etapa \| Clasificación de la etapa \| Clasificación de la etapa \| Clasificación de la etapa \| Clasificación de la etapa \| \| Ciclista \| Ciclista \| Equipo \| Tiempo \| \| \| ------------------------- \| ------------------------- \| -------------------------- \| ------------------------- \| ------------------------- \| \| 1.º \| Peter Sagan \| Bora-Hansgrohe \| 4 h 02 min 33 s \| \| \| 2.º \| Wout van Aert \| Team Jumbo-Visma \| + 0 s \| \| \| 3.º \| Matteo Trentin \| Mitchelton-Scott \| + 0 s \| \| \| 4.º \| Sonny Colbrelli \| Bahrain-Merida \| + 0 s \| \| \| 5.º \| Greg Van Avermaet \| CCC Team \| + 0 s \| \| \| 6.º \| Julien Simon \| Cofidis, Solutions Crédits \| + 0 s \| \| \| 7.º \| Michael Matthews \| Team Sunweb \| + 0 s \| \| \| 8.º \| Nils Politt \| Katusha-Alpecin \| + 0 s \| \| \| 9.º \| Jasper Stuyven \| Trek-Segafredo \| + 0 s \| \| \| 10.º \| Julian Alaphilippe \| Deceuninck-Quick Step \| + 0 s \| \| |                    |                            |                 |
| |                    |                            |                 |
| Fuente: ProCyclingStats |                    |                            |                 |
| Clasificación de la etapa |                    |                            |                 |
| Ciclista | Ciclista           | Equipo                     | Tiempo          |
| 1.º | Peter Sagan        | Bora-Hansgrohe             | 4 h 02 min 33 s |
| 2.º | Wout van Aert      | Team Jumbo-Visma           | + 0 s           |
| 3.º | Matteo Trentin     | Mitchelton-Scott           | + 0 s           |
| 4.º | Sonny Colbrelli    | Bahrain-Merida             | + 0 s           |
| 5.º | Greg Van Avermaet  | CCC Team                   | + 0 s           |
| 6.º | Julien Simon       | Cofidis, Solutions Crédits | + 0 s           |
| 7.º | Michael Matthews   | Team Sunweb                | + 0 s           |
| 8.º | Nils Politt        | Katusha-Alpecin            | + 0 s           |
| 9.º | Jasper Stuyven     | Trek-Segafredo             | + 0 s           |
| 10.º | Julian Alaphilippe | Deceuninck-Quick Step      | + 0 s           |

## Clasificaciones al final de la etapa

### Clasificación general(Maillot Jaune)
| \| Clasificación general \| Clasificación general \| Clasificación general \| Clasificación general \| Clasificación general \| \| Ciclista \| Ciclista \| Equipo \| Tiempo \| \| \| --------------------- \| --------------------- \| --------------------- \| --------------------- \| --------------------- \| \| 1.º \| Julian Alaphilippe \| Deceuninck-Quick Step \| 18 h 44 min 12 s \| \| \| 2.º \| Wout van Aert \| Team Jumbo-Visma \| + 14 s \| \| \| 3.º \| Steven Kruijswijk \| Team Jumbo-Visma \| + 25 s \| \| \| 4.º \| George Bennett \| Team Jumbo-Visma \| + 25 s \| \| \| 5.º \| Michael Matthews \| Team Sunweb \| + 40 s \| \| \| 6.º \| Egan Bernal \| Team Ineos \| + 40 s \| \| \| 7.º \| Geraint Thomas \| Team Ineos \| + 45 s \| \| \| 8.º \| Enric Mas \| Deceuninck-Quick Step \| + 46 s \| \| \| 9.º \| Peter Sagan \| Bora-Hansgrohe \| + 50 s \| \| \| 10.º \| Greg Van Avermaet \| CCC Team \| + 51 s \| \| |                    |                       |                  |
| |                    |                       |                  |
| Fuente: ProCyclingStats |                    |                       |                  |
| Clasificación general |                    |                       |                  |
| Ciclista | Ciclista           | Equipo                | Tiempo           |
| 1.º | Julian Alaphilippe | Deceuninck-Quick Step | 18 h 44 min 12 s |
| 2.º | Wout van Aert      | Team Jumbo-Visma      | + 14 s           |
| 3.º | Steven Kruijswijk  | Team Jumbo-Visma      | + 25 s           |
| 4.º | George Bennett     | Team Jumbo-Visma      | + 25 s           |
| 5.º | Michael Matthews   | Team Sunweb           | + 40 s           |
| 6.º | Egan Bernal        | Team Ineos            | + 40 s           |
| 7.º | Geraint Thomas     | Team Ineos            | + 45 s           |
| 8.º | Enric Mas          | Deceuninck-Quick Step | + 46 s           |
| 9.º | Peter Sagan        | Bora-Hansgrohe        | + 50 s           |
| 10.º | Greg Van Avermaet  | CCC Team              | + 51 s           |

### Clasificación por puntos(Maillot Vert)
| Clasificación por puntos | Clasificación por puntos | Clasificación por puntos | Clasificación por puntos | Clasificación por puntos |
| Ciclista                 | Ciclista                 | Equipo                   | Puntos                   |                          |
| ------------------------ | ------------------------ | ------------------------ | ------------------------ | ------------------------ |
| 1.º                      | Peter Sagan              | Bora-Hansgrohe           | 144 pts                  |                          |
| 2.º                      | Michael Matthews         | Team Sunweb              | 97 pts                   |                          |
| 3.º                      | Elia Viviani             | Deceuninck-Quick Step    | 92 pts                   |                          |
| 4.º                      | Sonny Colbrelli          | Bahrain-Merida           | 88 pts                   |                          |
| 5.º                      | Matteo Trentin           | Mitchelton-Scott         | 75 pts                   |                          |
| 6.º                      | Mike Teunissen           | Team Jumbo-Visma         | 64 pts                   |                          |
| 7.º                      | Greg Van Avermaet        | CCC Team                 | 62 pts                   |                          |
| 8.º                      | Jasper Stuyven           | Trek-Segafredo           | 48 pts                   |                          |
| 9.º                      | Caleb Ewan               | Lotto-Soudal             | 46 pts                   |                          |
| 10.º                     | Giacomo Nizzolo          | Dimension Data           | 40 pts                   |                          |

### Clasificación de la montaña(Maillot à Pois Rouges)
| Clasificación de la montaña | Clasificación de la montaña | Clasificación de la montaña | Clasificación de la montaña | Clasificación de la montaña |
| Ciclista                    | Ciclista                    | Equipo                      | Puntos                      |                             |
| --------------------------- | --------------------------- | --------------------------- | --------------------------- | --------------------------- |
| 1.º                         | Tim Wellens                 | Lotto-Soudal                | 17 pts                      |                             |
| 2.º                         | Toms Skujiņš                | Trek-Segafredo              | 9 pts                       |                             |
| 3.º                         | Xandro Meurisse             | Wanty-Gobert                | 6 pts                       |                             |
| 4.º                         | Simon Clarke                | EF Education First          | 4 pts                       |                             |
| 5.º                         | Greg Van Avermaet           | CCC Team                    | 2 pts                       |                             |
| 6.º                         | Wilco Kelderman             | Team Sunweb                 | 1 pt                        |                             |
| 7.º                         | Michael Schär               | CCC Team                    | 1 pt                        |                             |
| 8.º                         | Julian Alaphilippe          | Deceuninck-Quick Step       | 1 pt                        |                             |
| 9.º                         | Nairo Quintana              | Movistar Team               | 1 pt                        |                             |
| 10.º                        | Lennard Kämna               | Team Sunweb                 | 1 pt                        |                             |

### Clasificación del mejor joven(Maillot Blanc)
| Clasificación del mejor joven | Clasificación del mejor joven | Clasificación del mejor joven | Clasificación del mejor joven | Clasificación del mejor joven |
| Ciclista                      | Ciclista                      | Equipo                        | Tiempo                        |                               |
| ----------------------------- | ----------------------------- | ----------------------------- | ----------------------------- | ----------------------------- |
| 1.º                           | Wout van Aert                 | Team Jumbo-Visma              | 18 h 44 min 26 s              |                               |
| 2.º                           | Egan Bernal                   | Team Ineos                    | + 26 s                        |                               |
| 3.º                           | Enric Mas                     | Deceuninck-Quick Step         | + 32 s                        |                               |
| 4.º                           | David Gaudu                   | Groupama-FDJ                  | + 43 s                        |                               |
| 5.º                           | Tiesj Benoot                  | Lotto-Soudal                  | + 1 min 05 s                  |                               |
| 6.º                           | Giulio Ciccone                | Trek-Segafredo                | + 1 min 29 s                  |                               |
| 7.º                           | Gianni Moscon                 | Team Ineos                    | + 2 min 19 s                  |                               |
| 8.º                           | Gregor Mühlberger             | Bora-Hansgrohe                | + 2 min 41 s                  |                               |
| 9.º                           | Maximilian Schachmann         | Bora-Hansgrohe                | + 2 min 49 s                  |                               |
| 10.º                          | Nils Politt                   | Katusha-Alpecin               | + 3 min 57 s                  |                               |

### Clasificación por equipos(Classement par Équipe)
| Clasificación por equipos | Clasificación por equipos | Clasificación por equipos | Clasificación por equipos |
| Equipo                    | Equipo                    | Tiempo                    |                           |
| ------------------------- | ------------------------- | ------------------------- | ------------------------- |
| 1.º                       | Team Jumbo-Visma          | 56 h 42 min 43 s          |                           |
| 2.º                       | Team Sunweb               | + 1 min 44 s              |                           |
| 3.º                       | EF Education First        | + 1 min 57 s              |                           |
| 4.º                       | Ineos                     | + 2 min 02 s              |                           |
| 5.º                       | Groupama-FDJ              | + 2 min 08 s              |                           |
| 6.º                       | Mitchelton-Scott          | + 2 min 44 s              |                           |
| 7.º                       | Astana                    | + 2 min 49 s              |                           |
| 8.º                       | Bora-hansgrohe            | + 3 min 04 s              |                           |
| 9.º                       | Bahrain-Merida            | + 3 min 37 s              |                           |
| 10.º                      | Dimension Data            | + 4 min 14 s              |                           |

## Abandonos
Ninguno.